# Zygophylax bathyphila
Zygophylax bathyphila är en nässeldjursart som beskrevs av Eugène Leloup 1940. Zygophylax bathyphila ingår i släktet Zygophylax och familjen Lafoeidae. Inga underarter finns listade i Catalogue of Life.